# エトルリア数字
エトルリア数字(英語: Etruscan numerals)とは古代エトルリアで使われていた数字である。その記数法は、古代ギリシアのアッティカ数字に適合し、後のローマ数字の発想の着眼点となった。
| エトルリア数字 | アラビア数字 | 記号 * |
| -------------- | ------------ | ------ |
| θu             | 1            |        |
| maχ            | 5            |        |
| śar            | 10           |        |
| muvalχ         | 50           |        |
| ?              | 100          | or C   |

エトルリア数字に関しては、ごく僅かの証拠しか残っていない。大きな数字に関しての記号は遺跡より発掘されているが、各々の数字がどのような記号で表されるかは証拠が見つかっていない。しかしトスカーナで発見されたサイコロに書かれた数字のおかげで、zal, ci, huθ そして śaが6の目の周りにある数（1と5以外の目）であるという事実が、確たるものになった。この割り当ては、エトルリアのサイコロも今日の物と同様、自分と反対側との目の和が7であるという疑問に対する解答に頼っているものである。実際のところ、エトルリアのサイコロは必ずしもこのパターンになっていない（自分と反対側との目の和が7でない）物も見つかっているのである。
エトルリア数字の命数法には、興味深い側面もある。例えばローマ数字のように、部分的に減法を用いる数字もある。一例として「17」は、ヒンズー・アラビア数字と同様の理由で、*semφ-śarとは表記されない。代わりに<ci-em zaθrum>と表記される(20から3を引いた物という意味)。11から15までは10から加算する命数法だが、16から19までは20から減算する命数法で表記される。

## 一般的な適合表
エトルリア研究家の間では今日、以下の表で表される一般的なアラビア数字との適合表がある(ただし、huθとśaに関しては4か6かで、絶えず新たな証拠が見つかるため、常に議論の的となっている)。
| エトルリア数字 | アラビア数字 |
| -------------- | ------------ |
| θu             | 1            |
| zal            | 2            |
| ci             | 3            |
| śa             | 4            |
| maχ            | 5            |
| huθ            | 6            |
| semφ           | 7            |
| *cezp          | 8            |
| nurφ           | 9            |
| śar            | 10           |
| *θuśar         | 11           |
| *zalśar        | 12           |
| *ciśar         | 13           |
| huθzar         | 14           |
| *maχśar        | 15           |
| *śaśar         | 16           |
| ciem zaθrum    | 17           |
| eslem zaθrum   | 18           |
| θunem zaθrum   | 19           |
| zaθrum         | 20           |
| cealχ          | 30           |
| *huθalχ        | 40           |
| muvalχ         | 50           |
| śealχ          | 60           |
| semφalχ        | 70           |
| cezpalχ        | 80           |
| *nurφalχ       | 90           |

2011年10月、アルティオリと彼の同僚は93個のエトルリア・サイコロから「6が記号上でhuthと同じで、4がsaに相当する確たる証拠である」と発表した。
2006年には、S. A. ヤストレムスキーがzarがśarと同義で、「12」を意味する証拠を発表した(cf. zalが「2」 であり、zaθrumが「20」である、一方でhalχは「10」を意味する)。彼の解釈によると、huθzarは「17」ではなく「16」として使われ、それゆえhuθが「4」であることを証明する形となった。
17、18、19を意味する言葉は、ラテン数字の命数法にduodeviginti(18)とundeviginti(19)という形で影響を与えている。これは、それぞれ「20より2少ない数」、「20より1少ない数」(エトルリア語で-(n)emは英語のfromを意味する）という意味である。18と19の形態は、新ローマ語からは消えてしまったのである。
エトルリア数字がインド・ヨーロッパ祖語を起源とする形跡は、今のところ見つかっていない。